# Paratendipes
Paratendipes is een muggengeslacht uit de familie van de Dansmuggen (Chironomidae).

## Soorten
- P. albimanus (Meigen, 1818)
- P. basidens Townes, 1945
- P. duplicatus (Johannsen, 1937)
- P. fuscitibia Sublette, 1960
- P. nitidulus (Coquillett, 1901)
- P. nubilus (Meigen, 1830)
- P. nudisquama (Edwards, 1929)
- P. plebeius (Meigen, 1818)
- P. sinelobus Albu, 1980
- P. subaequalis (Malloch, 1915)
- P. thermophilus Townes, 1945